# Concilio de Riga
El concilio de Riga, Rigense, se celebró en Livonia el año 1429 por Henrique, arzobispo de esta ciudad. 
Este concilio envió a Roma dieciséis diputados, todos presbíteros para quejarse de los que oprimían la Iglesia de Riga pero habiendo sido presos en los confines de Livonia por el gobernador del fuerte de Goswin, caballero del Orden Teutónico, los hizo echar con los pies y manos atados en un río helado donde estos sacerdotes inocentes y desgraciados fueron ahogados. 
Nada tenemos de este concilio que pertenezca al estado de la Iglesia. 